# 崔廷镛
崔廷镛，河南淮宁（今河南淮阳）人，是一名清朝政治人物。
崔廷镛曾于1877年接替龚宝琦任金山县知县一职，1880年由徐清行接任。